# شانون بيكس
شانون راي بيكس (بالإنجليزية: Shannon Bex)‏ (من مواليد 22 مارس 1980) هي مغنية أمريكية، وشخصية تظهر في البرامج الواقعية، وراقصة محترفة، وعضوة في فرقة الفتيات دانتي كين.

## روابط خارجية
- شانون بيكس على موقع IMDb (الإنجليزية)
- شانون بيكس على موقع ميوزك برينز (الإنجليزية)
- شانون بيكس على موقع ديسكوغز (الإنجليزية)